# Маслов, Георгий Митрофанович
Георгий Митрофанович Маслов — ученый-юрист, общественный деятель, кандидат юридических наук, доцент, заведующий кафедрой земельного, колхозного и трудового права, директор (1952—1956) Саратовского юридического института им. Д. И. Курского.

## Биография
Родился в 1905 году в г. Феодосия Таврической губернии в семье рабочих.
- 1919 год — 1921 год — чернорабочий артели грузчиков в порту Феодосии.
- 1921 год — 1923 год — сотрудник особого отдела в Феодосии.
- 1923 год — 1927 год — грузчик конторы «Погрузка» в порту Феодосии.
- 1927 год — грузчик конторы «Моспогруз» в г. Новороссийск.
- 1927 год — 1933 год — кондуктор конторы «Союзтранс» в Новороссийске.
- 1930 год — принят в ВКП(б).
- 1931 год — 1932 год — студент рабочего факультета в Новороссийске.
- 1933 год — 1937 год — учёба в Ленинградском юридическом институте.
- 1937 год — 1940 год — учёба в аспирантуре Ленинградского юридического института.
- сентябрь 1940 года — 1942 год — старший преподаватель Алма-Атинского юридического института.
- 1941 год — присвоено звание доцента.
- февраль 1942 года — 1951 год — начальник Южно-Казахстанского областного управления юстиции.
- до 1946 года — консультант Совета министров Казахской ССР.
- 1951 год — 1957 год — заведующий кафедрой земельного, колхозного и трудового права Саратовского юридического института им. Д. И. Курского.
- 1952 год — 1956 год — директор Саратовского юридического института им. Д. И. Курского.

Умер в 1957 году в Саратове. Похоронен на Воскресенском кладбище.

## Семья
- Дочь — Ефремова (Маслова) Вера Георгиевна (1941—2023)
- Сын — Маслов Александр Георгиевич (1946—2018)
- Сын — Маслов Алексей Георгиевич (1948—2009)

## Память
Как выпускник Ленинградского юридического института Маслов оставил память в истории Алма-Атинского юридического института Народного комиссариата юстиции Казахской ССР, работая там начиная с 1940 года

## Публикации
- Давидович Я., Догадов В., Зысин А., Левиант Ф., Маслов Г., Поветьев Г. Рецензия на учебник: Советское трудовое право: Крат. учеб. — М.: Юрид. изд-во НКЮ СССР, 1938. (Начало) // Советская юстиция : журнал. — 1939. — № 9. — С. 56—60.
- Давидович Я., Догадов В., Зысин А., Левиант Ф., Маслов Г., Поветьев Г. Рецензия на учебник: Советское трудовое право: Крат. учеб. — М.: Юрид. изд-во НКЮ СССР, 1938. (Окончание) // Советская юстиция : журнал. — 1939. — № 10. — С. 57—60.
- Маслов Г. М. Ленинская рабочая страховая программа // Научная конференция. Тезисы докладов : сборник. — Саратов, 1952. — С. 56—62.
- Маслов Г. М. К вопросу об основных принципах советского социалистического трудового права // Научная конференция. Тезисы докладов : сборник. — Саратов, 1954. — С. 49—59.
- Маслов Г. М. Советское социалистическое трудовое право в борьбе за осуществление принципа материальной заинтересованности рабочих и служащих МТС, совхозов и колхозников в общественном производстве // Научная конференция, посвященная вопросам государства и права в свете постановлений сентябрьского (1953 г.) и февральско-мартовского (1954 г.) Пленумов ЦК КПСС. Тезисы докладов : сборник. — Саратов, 1954. — С. 25—29.
- Маслов Г. М. Некоторые вопросы советского трудового права в свете решений XX съезда КПСС // Научная конференция посвященная вопросам государства и права в свете решений XX съезда КПСС. Тезисы докладов : сборник. — Саратов, 1956.